# Liste der Landesstraßen in Mecklenburg-Vorpommern
Diese Liste der Landesstraßen in Mecklenburg-Vorpommern ist eine Auflistung der Landesstraßen im deutschen Land Mecklenburg-Vorpommern. Als Abkürzung für diese Landesstraßen dient der Buchstabe L.
Die Landesstraßen werden in Landesstraßen erster und zweiter Ordnung unterteilt. Dabei ist die Nummerierung der Landesstraßen erster Ordnung immer zwei-, die derjenigen zweiter Ordnung immer dreistellig. Straßen mit einstelliger Landesstraßenbezeichnung gibt es in Mecklenburg-Vorpommern nicht. Die numerisch ersten Landesstraßen bis 9 erhalten eine führende 0, also L 01, L 02 usw. Die Landesstraßen mit den Bezeichnungen L 011, L 012, L 031 darf man nicht mit den Landesstraßen L 11, L 12 und L 31 verwechseln. Sie sind wie die weiteren dreistelligen Landesstraßen mit führender 0 Landesstraßen zweiter Ordnung.
Eine nach geographischen Gesichtspunkten vorgenommene Nummerierung ist zu erkennen. Die Landesstraßen zweiter Ordnung beziehen sich bei ihrer Nummerierung immer auf diejenigen erster Ordnung.
Die Landesstraßen erster Ordnung werden wie die Bundesautobahnen und Bundesstraßen gestalterisch hervorgehoben.

## Landesstraßen erster Ordnung
Der Straßenverlauf wird in der Regel von Nord nach Süd und von West nach Ost angegeben.
| Nr.  | Verlauf |
| ---- | --- |
| L 01 | (L 315 in Schleswig-Holstein) – Landesgrenze – Schlagbrügge – Rieps – L 02 – Ollndorf – Niendorf – Schönberg – L 011 – – Kleinfeld – – Dassow – Kalkhorst – Hohen Schönberg – Klein Pravtshagen – Klütz – L 03 – Christinenfeld – Wohlenberg – L 02 – Hohenkirchen – Proseken – in Gägelow |
| L 02 | (L 182 in Schleswig-Holstein) – Landesgrenze – Herrnburg – Lüdersdorf – – Klein Neuleben – L 01 – Neschow – Stove – Carlow – Rehna – Köchelstorf – Wedendorf – Blieschendorf – Hanshagen – Sievershagen – Büttlingen – Wotenitz – Grevesmühlen – L 03 – Groß Walmstorf – Wahrstorf – Hohenkirchen – L 01 |
| L 03 | Boltenhagen – Klütz – L 01 – Damshagen – Rolofshagen – – Grevesmühlen – L 02 – Upahl – L 031 – Rüting – Wüstenmark – Mühlen Eichsen – – Wendelstorf – Dalberg-Wendelstorf – Cramonshagen – Nienmark – Pingelshagen – Warnitz – in Schwerin |
| L 04 | (L 205 in Schleswig-Holstein) – Landesgrenze – Boize – Testorf – Zarrentin am Schaalsee – – L 041 – Waschow – L 05 – L 042 – Wittenburg – Hagenow – – Eichhof – Kuhstorf – Bresegard bei Picher – Picher – Alt Krenzlin – Krenzliner Hütte – Loosen – Leussow – Laupin – Tewswoos – L 06 – Woosmer – Heidhof – |
| L 05 | in Lützow – Renzow – Boddin – Püttelkow – L 04 – Wittenburg – – Lehsen – Wulfskuhl – L 051 – Albertinenhof – Vellahn – – Brahlstorf – Landesgrenze – (L 232 in Niedersachsen) |
| L 06 | in Pritzier – Quassel – Lübtheen – Jessenitz – L 061 – Volzrade – Vielank – Neu Jabel I – L 04 |
| L 07 | L 072 – Warlow – Kummer – – Göhlen – Glaisin – Bresegard bei Eldena – Eldena – – Stuck – Strassen – Gorlosen – Krinitz – Görnitz – Landesgrenze – (L 136 in Brandenburg) |
| L 08 | (L 135 in Brandenburg) – Landesgrenze – Steesow – Deibow – Milow – L 072 – Grabow – Prislich – Zierzow – L 081 – Carlshof – Möllenbeck – L 082 – Ziegendorf – L 083 – Meierstorf – L 084 – Leppin – in Marnitz |
| L 09 | – Weberin – L 091 – – Crivitz – Tramm – Klinken – L 092 – Raduhn – Garwitz – L 081 – Matzlow – Damm – Parchim – – L 083 – – Neuburg – Siggelkow – Groß Pankow – Redlin – Landesgrenze – (L 14 in Brandenburg) |
| L 10 | – Züsow – L 101 – L 104 – Goldberg – Radegast – Gut Miekenhagen – L 11 – Satow – Heiligenhagen – Anna Luisenhof – L 13 – Clausdorf – Stäbelow – Kritzmow – in Rostock |
| L 11 | L 12 in Kühlungsborn – Jennewitz – L 122 – – Kröpelin – Altenhagen – Gerdshagen – L 10 – Jürgenshagen – Penzin – Langen Trechow – Bützow – L 14 – L 131 – L 141 – Zibühl – Tarnow – – Prüzen – Hägerfelde – Klein Upahl – Lohmen – L 17 – Reimershagen – Groß Tessin – L 37 – Ahrenshagen – Kuchelmiß – Langhagen – Rothspalk – Groß Wokern – Klein Köthel – in Teterow                                                         |
| L 12 | / in Wismar – L 102 – Groß Strömkendorf – L 121 – Wodorf – Redentin – Blowatz – Dreveskirchen – Stove – Boiensdorf – Klein Strömkendorf – Pepelow – Rakow – Buschmühlen – Neubukow – – L 104 – Malpendorf – Zweedorf – Westhof – L 122 – Bastorf – Kühlungsborn – L 11 – Wittenbeck – Hinter Bollhagen – Bad Doberan – Bahrenhorst – Rethwisch – Nienhagen – Elmenhorst – Diedrichshagen – in Warnemünde                        |
| L 13 | in Bad Doberan – Hohenfelde – Ivendorf – Hanstorf – Gorow – L 10 – L 131 – – Nienhusen – Ziesendorf – L 132 – Schwaan – L 133 – L 142 – Niendorf bei Wiendorf – Klein Sprenz – Hohen Sprenz – Dudinghausen – Woland – in Weitendorf |
| L 14 | L 101 in Neukloster – Lübberstoft – Göllin – L 031 – Katelbogen – Steinhagen – Bützow – L 11 – L 131 – L 141 – L 143 – Groß Schwiesow – L 142 in Lüssow |
| L 16 | – Pastin – Gägelow – – L 091 – Hohen Pritz – Mestlin – – Lenschow – Herzberg – Darze – in Parchim |
| L 17 | / in Goldberg – Medow – Diestelow – Passow – Lübz – Kreien – Gehlsbach – Klein Dammerow – – |
| L 18 | L 22 – Semlow – Pfennin – Marlow – L 181 – L 19 – Dettmannsdorf – Stubbendorf – Gnewitz – Tessin – – Goritz – Kobrow – in Laage |
| L 19 | in Sanitz – Wendfeld – Reppelin – – Dettmannsdorf – L 18 – Kneese – L 181 – L 23 – Bad Sülze – Langsdorf – L 192 – – L 22 – Hünerberg – L 27 – Leyerhof – – Grimmen – L 30 – |
| L 20 | in Dargun – L 201 – Neukalen – Malchin – L 202 – Seedorf – Dahmen – Vollrathsruhe – L 204 – Nossentiner Hütte – L 205 – / in Malchow |
| L 21 | in Altheide – L 22 – Klockenhagen – Hof Körkwitz – Dierhagen – Wustrow – Niehagen – Althagen – Ahrenshoop – Born am Darß – Wieck am Darß – Prerow – Pruchten – L 211 – Tannenheim – Barth – L 23 – Zipke – Flemendorf – L 212 – Arbshagen – Groß Kordshagen – L 213 – Lassentin – Duvendiek – Niepars – – Martensdorf – Obermützkow – Nienhagen – Jakobsdorf – L 192 in Grün Kordshagen                                         |
| L 22 | / in Rostock – Dierkow – Neu-Hinrichsdorf – Hinrichsdorf – Nienhagen – Jürgeshof – L 221 – Hinrichshagen – Torfbrücke – Graal-Müritz – Neu-Hirschburg – Hirschburg – Klockenhagen – L 21 – Ribnitz – Damgarten – Plummendorf – Ahrenshagen-Daskow – L 18 – L 23 – Behrenwalde – Millienhagen-Oebelitz – L 192 – Franzburg – L 222 – Wolfsdorf – Hohenbarnekow – Angerode – Gremersdorf-Buchholz – Rekentin – Siemersdorf – L 19 |
| L 23 | L 21 in Barth – Flughafen Barth – Löbnitz – L 22 – Ravenhorst – Spiekersdorf – Eixen – Bisdorf – Kavelsdorf – Bad Sülze – L 19 – Böhlendorf – – Behren-Lübchin – Viecheln – – Gnoien – Dölitz – Remlin – Schwasdorf – Jördenstorf – L 231 – Marienhof – Levitzow – in Thürkow |
| L 24 | in Sietow – Zierzow – Gotthun – L 241 in Röbel/Müritz |
| L 25 | in Neustrelitz – Userin – Zwenzow – Roggentin – Granzow – Mirow – – Starsow – Schwarz – Buschhof |
| L 26 | L 27 in Glewitz – Jahnkow – Bretwisch – Rakow – Wüstenbilow – Poggendorf – – Kandelin – / – – L 261 – Greifswald – L 35 – Eldena – Friedrichshagen – Kemnitz bei Greifswald – L 262 – Rappenhagen – Neu Boltenhagen – Kühlenhagen – Katzow – Pritzier – – Hohendorf – Hohensee – Rubkow – in Ziethen |
| L 27 | L 19 – Voigtsdorf – L 26 – Glewitz – Langenfelde – Medrow – Nossendorf – Wotenick – Mayenkrebs – – Demmin – Vorwerk – L 271 – Beggerow – Törpin – Altenhagen – Tützpatz – Pripsleben – Loickenzin – Altentreptow – L 273 – Groß Teetzleben – Lebbin – Woggersin – – Neubrandenburg – Weitin – |
| L 28 | L 35 in Neddemin – Ganzkow – Brunn – Dahlen – Salow – – Friedland – L 273 – L 282 – Sandhagen – Klockow – Schwichtenberg – L 311 – L 31 – Ferdinandshof – Meiersberg – Ueckermünde – L 31 (– Abzweig nach Altwarp über Bellin und Vogelsang-Warsin) – Hoppenwalde – Eggesin – L 32 – Ahlbeck bei Ueckermünde – Gegensee – Hintersee – L 283 – Staatsgrenze – ( in Polen)                                                        |
| L 29 | L 296 – Gustow – Poseritz – Zeiten – L 30 – Garz – L 291 – Kasnevitz – Putbus – L 301 – Lonvitz – Vilmnitz – Nadelitz – – Serams – Binz – Prora – L 293 – Neu Mukran – – Alt Mukran – in Sassnitz |
| L 30 | in Sagard – Bobbin – L 303 – Ruschvitz – Glowe – Juliusruh – Altenkirchen – Wiek – Zürkvitz – Wittower Fähre () – Holstenhagen – L 302 – Trent – Ganschvitz – Kuckelvitz – Kluis – L 301 – Gingst – Haidhof – Dreschvitz – Samtens – L 296 – – L 29 – Garz – Zudar – Losentitz – Glewitz – Fähre () – Stahlbrode – Reinberg – Miltzow – Reinkenhagen – – Wilmshagen – Bremerhagen – Willerswalde – Bartmannshagen – in Grimmen  |
| L 31 | – Steinmocker – Krien – Wegezin – Dennin – Spantekow – Drewelow – Sarnow – Schwerinsburg – Löwitz – L 311 – Rathebur – Ducherow – Leopoldshagen – Mönkebude – Grambin – Ueckermünde – L 28 – Bellin – Vogelsang – Warsin – Altwarp |
| L 32 | L 28 in Eggesin – Torgelow – L 321 – Hammer an der Uecker – – Rothemühl – L 311 – Landesgrenze – (L 32 in Brandenburg) – Landesgrenze – Strasburg – – Köhnshof – Landesgrenze – (L 255 in Brandenburg) |
| L 33 | in Neubrandenburg – Bargensdorf – Burg Stargard – L 331 – Dewitz – Leppin – in Alt Käbelich |
| L 34 | in Peckatel – Hohenzieritz – Blumenholz – Blankensee – Watzkendorf – – Möllenbeck – L 341 – Feldberg – Wittenhagen – L 342 in Conow |
| L 35 | L 26 in Greifswald – Bandelin – / – Breechen – Jarmen – Völschow – – Burow – Mühlenhagen – Klatzow – Altentreptow – L 273 – L 28 – Neddemin – L 28 in Neubrandenburg |
| L 37 | in Klueß – Hoppenrade – Kölln – Groß Grabow – Charlottenthal – L 11 – Bossow – Krakow am See – L 204 – Karow – / |
| L 39 | / in Neu Roggentin – Brinckmansdorf – Weißes Kreuz – Kessin – – L 191 – Kossow Krug – / |

## Landesstraßen zweiter Ordnung
Der Straßenverlauf wird in der Regel von Nord nach Süd und von West nach Ost angegeben.
| Nr.    | Verlauf |
| ------ | --- |
| L 011  | L 01 in Schönberg – – Blüssen – Kirch Mummendorf – |
| L 012  | L 031 in Groß Krankow – – Gressow – – Barnekow – in Wismar |
| L 031  | L 03 in Upahl – Testorf – Klein Krankow – Groß Krankow – L 012 – Bobitz – – Naudin – – Hoppenrade – Bad Kleinen – Hohen Viecheln – Ventschow – L 101 – Dämelow – Neuhof – Bibow – Hasenwinkel – Nisbill – Warin – – Wilhelmshof – Qualitz – L 14 |
| L 041  | – Gadebusch – Krembz – Drönnewitz – Tessin – Boissow – L 04 in Zarrentin am Schaalsee |
| L 042  | L 04 in Wittenburg – Dreilützow – Parum – Dümmer Hütte – Walsmühlen – Stralendorf – Groß Rogahn – Klein Rogahn – in Schwerin |
| L 051  | L 05 in Wulfskuhl – Camin – Schildfeld – Bennin – Bengerstorf – Wiebendorf – in Zahrensdorf |
| L 052  | – Landesgrenze – (L 223 in Niedersachsen) |
| L 061  | L 06 in Jessenitz – Landesgrenze – (L 223 in Niedersachsen) |
| L 071  | L 072 in Wöbbelin – Lewitz – L 073 in Neustadt-Glewe |
| L 072  | in Schwerin – Stern Buchholz – Hasenhäge – Lübesse – Fahrbinde – – Dreenkrögen – Wöbbelin – L 071 – L 07 – Ludwigslust – L 073 – – Grabow – L 08 – Kremmin – Landesgrenze – (L 132 in Brandenburg)                                               |
| L 073  | L 072 in Ludwigslust – Neustadt-Glewe – L 071 – / |
| L 081  | L 09 in Matzlow – Blievenstorf – Muchow – Zierzow – L 08 – Balow – Dambeck – Landesgrenze – (L 131 in Brandenburg) |
| L 082  | L 08 – Brunow – Platschow – L 084 – Pampin – (L 10 in Brandenburg) |
| L 083  | in Parchim – Groß Godems – Karrenzin – L 08 in Ziegendorf |
| L 084  | L 08 – Drehfahl – L 082 in Pampin |
| L 091  | L 09 – Demen – Buerbeck – Wamckow – L 16 in Dabel |
| L 092  | in Besendorf – Alt Zachun – Hoort – Kraak – Rastow – Fahrbinde – L 072 – L 09 – Raduhn – Domsühl – |
| L 101  | L 10 – Poischendorf – Glasin – – Pernik – Neukloster – L 14 – – Büschow – Trams – – Jesendorf – L 102 – Ventschow – L 031 – Rubow – Liessow – in Cambs                                                                                           |
| L 102  | L 12 in Wismar – Triwalk – L 103 – Lübow – Schimm – L 101 in Jesendorf |
| L 103  | / in Kritzow – Greese – L 102 – Lübow – in Dorf Mecklenburg |
| L 104  | in Neubukow – Ravensberg – Moitin – Kamin – Passee – L 10 in Goldberg |
| L 121  | Timmendorf-Strand, Parkplatz – Timmendorf – Wangern – Kirchdorf – Fährdorf – L 12 in Groß Strömkendorf |
| L 122  | Rerik – Garvsmühlen – L 12 – Boldenshagen – – L 11 in Kröpelin |
| L 131  | L 13 – Groß Bölkow – Hohen Luckow – Groß Belitz – Klein Belitz – Selow – L 133 – Parkow – L 11/L 14 in Bützow |
| L 132  | Rostock – Sandkrug – Niendorf – L 132a – Buchholz – L 13 in Ziesendorf |
| L 132a | L 132 in Niendorf – |
| L 133  | L 131 in Selow – Passin – Friedrichshof – Kambs – Vorbeck – L 13 in Schwaan |
| L 141  | L 11/L 14 in Bützow – Zernin – Warnow bei Bützow – Rosenow – Groß Raden – in Sternberg |
| L 142  | L 13 in Schwaan – L 143 – Göldenitz – Rukieten – Mistorf – Goldewin – Augustenruh – Lüssow – L 14 – Strenz – in Güstrow |
| L 143  | L 142 in Schwaan – Werle – Kassow – L 14 in Bützow |
| L 181  | in Ribnitz-Damgarten – Freudenberg – Carlewitz – Tressentin – Jahnkendorf – Allerstorf – Marlow – L 182 – L 18 – Schulenberg – L 19 in Kneese |
| L 182  | in Bentwisch – Groß Kussewitz – Poppendorf – Cordshagen – Mandelshagen – Völkshagen – Gresenhorst – L 191 – Carlsruhe – Alt Steinhorst – Neu Guthendorf – Alt Guthendorf – L 181 in Marlow                                                       |
| L 191  | in Ribnitz-Damgarten – Petersdorf – Bartelshagen I – Gresenhorst – L 182 – Dänschenburg – Sanitz – – Niekrenz – Gubkow – Petschow – Bandelstorf – L 39 – Dummerstorf – in Kavelstorf                                                             |
| L 192  | – L 21 – Grün Kordshagen – Berthke – Richtenberg – L 212 – L 22 – Müggenhall – Dolgen – Werder – Drechow – Krakow – Tribsees – /L 19 |
| L 201  | in Gnoien – Altpannekow – Altkalen – L 231 – L 20 in Neukalen |
| L 202  | L 20 in Malchin – Demzin – L 203 – Faulenrost – Alt Schönau – in Waren (Müritz) |
| L 203  | L 202 – Zettemin – Rottmannshagen – in Jürgenstorf |
| L 204  | L 37 in Krakow am See – Dobbin – Linstow – Hohen Wangelin – Cramon – L 20 |
| L 205  | in Alt Schwerin – L 20 – Silz – Nossentin – Jabel – Schwenzin – Warenshof – in Waren (Müritz) |
| L 206  | in Malchow – Grüssow bei Malchow – Kogel – Rogeez – Altenhof – Dammwolde – Jaebetz – Landesgrenze – (L 147 in Brandenburg) |
| L 211  | L 21 in Tannenheim – Bodstedt – Fuhlendorf – Hermannshagen Heide – Hermannshof – Bartelshagen II bei Barth – Heuhof – |
| L 212  | L 21 in Flemendorf – Karnin – – Friedrichshof – Velgast – Schuenhagen – Wolfshagen – L 192 in Richtenberg |
| L 213  | L 21 – Buschenhagen – Günz – Groß Mohrdorf – Hohendorf – Muuks – Prohn – Knieper – Stralsund – L 222 – |
| L 221  | L 22 – in Rövershagen |
| L 222  | L 22 in Franzburg – Neubauhof – Abtshagen – – Elmenhorst – Zarrendorf – / – Andershof – Stralsund – L 213 – Grünthal-Viermorgen – |
| L 231  | in Matgendorf – Reisaus – L 232 – Groß Wüstenfelde – Jördenstorf – L 23 – Rey – L 201 |
| L 232  | – Woltow – Walkendorf – Dalwitz – Rensow – Prebberede – Belitz – Rabenhorst – L 231 |
| L 241  | L 24 in Röbel/Müritz – – Priborn – Buchholz bei Röbel – Landesgrenze – (zur K 6823 im Landkreis Ostprignitz-Ruppin, Brandenburg) |
| L 252  | – Klein Tebbow – |
| L 261  | L 26 in Greifswald – Hinrichshagen – Dersekow – Klein Zastrow – Groß Zastrow – Görmin – Passow – Vierow – Trantow – Loitz – Wüstenfelde – Kletzin –                                                                                              |
| L 262  | L 26 in Kemnitz bei Greifswald – Brünzow – Vierow – Lubmin – Kernkraftwerk Greifswald – Spandowerhagen – Freest – Kröslin – Groß Ernsthof – in Wolgast                                                                                           |
| L 263  | – Lüssow – Quilow – Groß Polzin – Menzlin – in Ziethen bei Anklam |
| L 264  | Peenemünde – Flugplatz Peenemünde – Karlshagen – Trassenheide – |
| L 266  | – Bansin – Heringsdorf – Ahlbeck – Korswandt – Ulrichshorst – in Zirchow |
| L 271  | L 27 in Vorwerk – Zachariae – Utzedel – Sternfeld – Hohenmocker – L 35 in Burow |
| L 273  | in Stavenhagen – Klockow – Ivenack – Wolde – Altentreptow – L 27 – L 35 – Werder bei Altentreptow – Siedenbollentin – Schwanbeck – Bresewitz – in Friedland                                                                                      |
| L 281  | in Friedland – Heinrichswalde – Schönbeck – Golm – – Holzendorf – Oertzenhof – in Woldegk |
| L 282  | L 28 in Friedland – Lübbersdorf – L 312 – Matzdorf – Schönhausen – – Marienfelde – in Strasburg |
| L 283  | L 28 in Hintersee – Glashütte – Rothenklempenow – Löcknitz – – Retzin – Glasow – – Krackow – Penkun – Sommersdorf – L 284 – Grünz – Landesgrenze – (L 25 in Brandenburg)                                                                         |
| L 284  | L 283 in Sommersdorf – Landesgrenze – (L 27 in Brandenburg) |
| L 285  | in Löcknitz – Landesgrenze – (L 26 in Brandenburg) |
| L 291  | in Teschenhagen – Sehlen – Kamitz – L 29 in Garz |
| L 292  | – Middelhagen – Lobbe – Thiessow – Klein Zicker |
| L 293  | in Karow – Kiekut – Lubkow – L 29 in Prora |
| L 296  | in Stralsund – L 29 – – Scharpitz – Rambin – Rothenkirchen – Samtens – L 30 – |
| L 301  | L 30 in Kluis – Ramitz – Gademow – – Bergen auf Rügen – – Siggermow – Dolgemost – L 29 in Putbus |
| L 302  | Schaprode – Udars – Granskevitz – L 30 in Trent |
| L 303  | L 30 – Bisdamitz – Nipmerow – Hagen – in Sassnitz |
| L 311  | L 28 in Schwichtenberg – Fleethof – L 312 – Heinrichswalde – L 28 in Rothemühl |
| L 312  | L 282 – Rohrkrug – L 311 in Heinrichswalde |
| L 321  | in Heinrichsruh – Torgelow – L 28 – Drögeheide – Viereck – in Pasewalk |
| L 322  | (L 256 in Brandenburg) – Landesgrenze – Nieden – Damerow – Züsedom – Fahrenwalde – Landesgrenze – (L 251 in Brandenburg) |
| L 331  | L 33 in Burg Stargard – Teschendorf – Gramelow – Quadenschönfeld – in Stolpe bei Möllenbeck |
| L 341  | Schönhof – Tornowhof – Wittenhagen – L 34 – Feldberg – Lüttenhagen – Triepkendorf – Landesgrenze – (L 23 in Brandenburg) |
| L 342  | L 34 in Conow – Landesgrenze – (L 152 in Brandenburg) |

## Ehemalige Landesstraßen
Der Straßenverlauf wird in der Regel von Nord nach Süd und von West nach Ost angegeben.
| Nr.   | Verlauf | jetzt |
| ----- | --- | ----- |
| L 15  | in Crivitz – Wessin – Kladrum – Zölkow – Mestlin – L 16 – Techentin – in Goldberg                                              | B392  |
| L 251 | in Wesenberg – Wustrow – Neu Canow – Canow – Landesgrenze an der östlichen Straßenseite – Landesgrenze – (L 19 in Brandenburg) | B122  |
| L 265 | – Pudagla – Neppermin – Mellenthin –                                                                                           | B111  |
| L 272 | – Kentzlin – Lindenberg – Krusemarkshagen – L 27 – Altenhagen – Hermannshöhe – Gültz – L 35 in Burow                           | –     |